# Tony Heurtebis
Tony Heurtebis (Saint-Nazaire, 15 gennaio 1975) è un ex calciatore francese, di ruolo portiere.

## Palmarès

### Competizioni internazionali
- Coppa Intertoto UEFA: 1

Troyes: 2001